# Senat (Włochy)
Senat (wł. Senato della Repubblica) – izba wyższa parlamentu Republiki Włoskiej (RW). Założony jako instytucja republikańska 8 maja 1948 roku. Poprzednią instytucją był Senat Królestwa (wł. Senato del Regno).
Senat tworzy 200 wybieralnych senatorów oraz 5 senatorów dożywotnich. Do 5 senatorów dożywotnich mianuje Prezydent RW w uznaniu ich zasług na polu społecznym, artystycznym, naukowym lub literackim. Byli Prezydenci RW zostają dożywotnio senatorami ex officio.
Czynne prawo wyborcze przysługuje obywatelom od 25 roku życia (od 2023 granicą ma być 18 lat), natomiast bierne od 40 roku życia. 

## Obecny skład
Źródło.
- Fratelli d'Italia (FdI) – 63
- Partito Democratico – Italia Democratica e Progressista(inne języki) (PD-IDP) – 37
- Lega per Salvini Premier(inne języki) – Partito Sardo d'Azione(inne języki) (LSP-PSd'Az) – 29
- Movimento 5 Stelle (M5S) – 28
- Forza Italia – Berlusconi Presidente – PPE (FI) – 18
- Azione – ItaliaViva – RenewEurope(inne języki) (A-IV-RE) – 9
- Per le Autonomie(inne języki) (AUT) – 8
- Niezrzeszeni (7):
  - Alleanza Verdi e Sinistra(inne języki) (AVS) – 4
  - Bezpartyjni – 3
- Civici d'Italia – Noi Moderati(inne języki) (UDC – Coraggio Italia(inne języki) – Noi con l'Italia(inne języki) – Italia al Centro) – MAIE(inne języki) (CdI-NM-MAIE) – 6

Razem: 205.
Przewodniczący Senatu: Ignazio La Russa, reprezentant Fratelli d'Italia.
Senatorowie dożywotni: Giorgio Napolitano (były prezydent), Mario Monti, Elena Cattaneo, Renzo Piano, Carlo Rubbia i Liliana Segre.

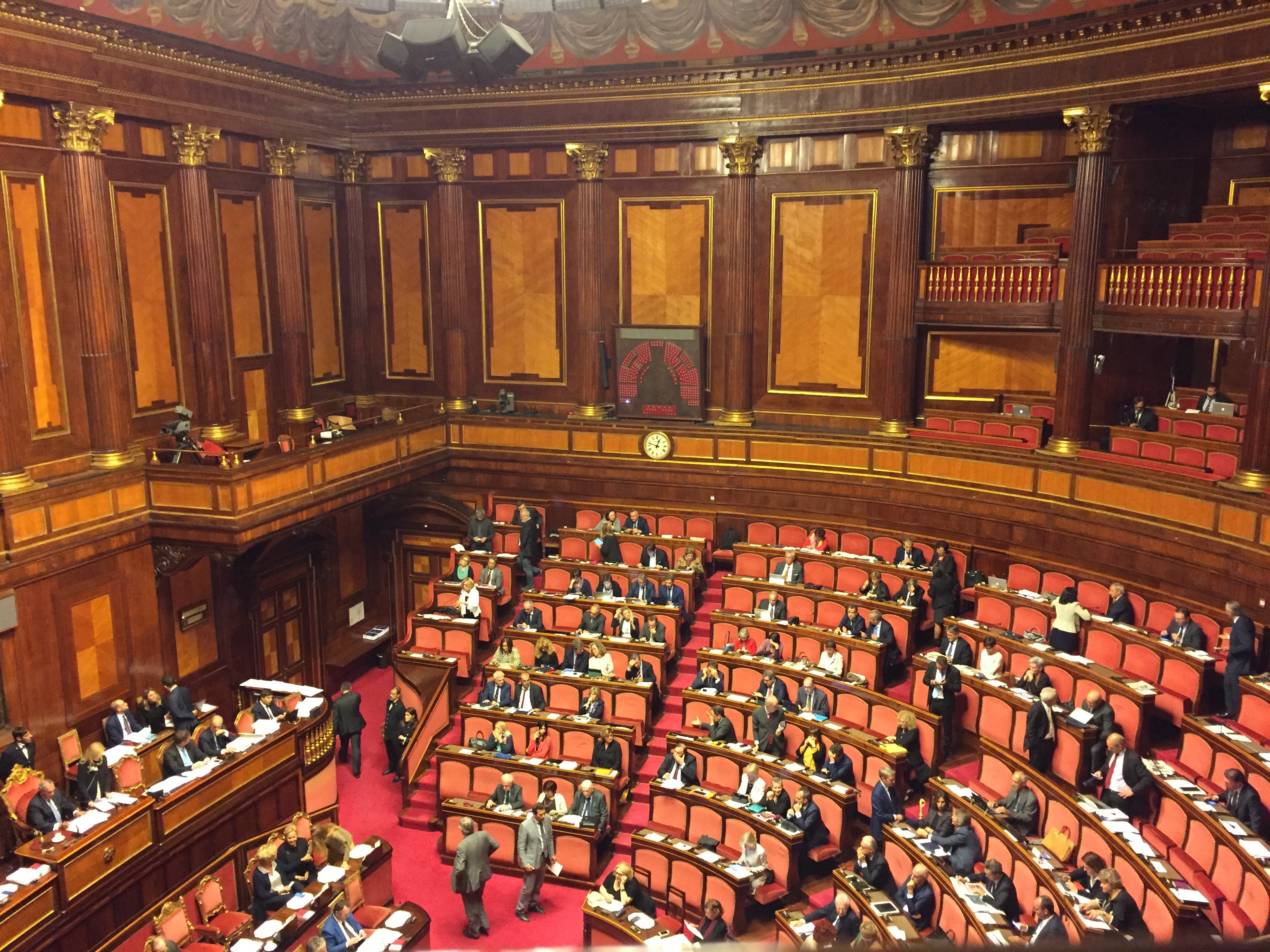
Sala posiedzeń Senatu